# Marvin Jefferson
Marvin Jefferson, né le 1er juillet 1986 à Gardena (Californie), est un joueur américain professionnel de basket-ball.

## Biographie
Formé au lycée de Modesto Junior College en Californie puis à l'université de l'Idaho (cursus universitaire), Marvin Jefferson fait ses débuts professionnels en France avec le club de l'UJAP Quimper en 2010. Passé par les championnats uruguayen et chypriote, il est engagé en 2013 en tant que pigiste médical de Darryl Monroe au sein du club de Boulazac Basket Dordogne avec lequel il se distingue lors de la 29e journée du championnat. Il est père d'une fille.

## Amateur
Lycée
- 2006-2008 :  Modesto Junior College (Californie)

Université
- 2008-2010 :  Vandals de l'Idaho (NCAA 1)

## Clubs
- 2010-2011 :  Quimper (Pro B)
- 2011-2012 :  Atletico Bigua (LUB) ;  Vichy (Pro B)
- 2012-2013 :  Apollon Limassol (1re division A) ;  Boulazac (Pro A)